# IF Product Design Award

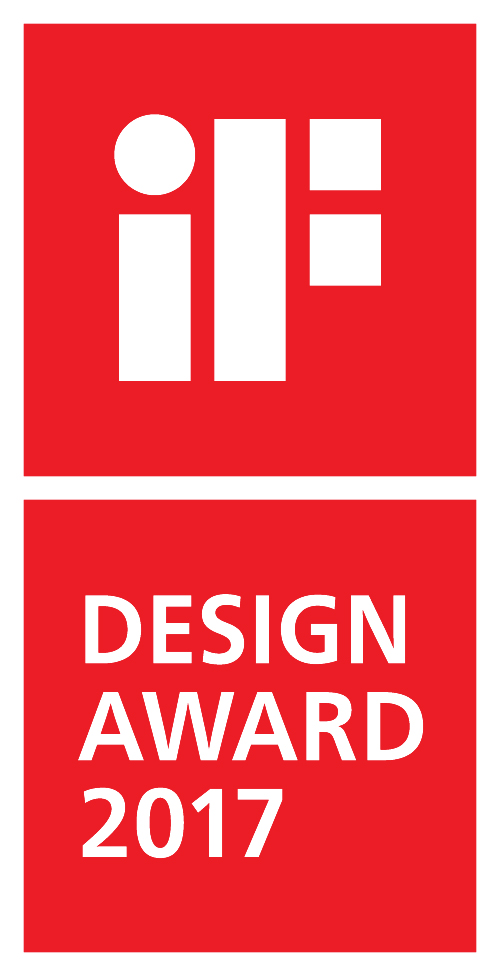
логотип нагороди (2017 рік)

IF Product Design Award — нагорода запроваджена в 1954 році; щорічно присвоюється проектом IF International Forum Design. Нагорода, яка охоплює декілька дисциплін, має понад 5500 заявок з приблизно 59 країн щороку.

## Історія
IF Industrie Forum Design E.V. запроваджена в 1954 році в рамках виставки промислової торгівлі Ганновера, початково, щоб виділити німецький дизайн.
У 2000—2002 роках проект об'єднав всі відповідні області в дизайні, деякі з попередніми програмами нагород, з яких вони почали, щоб утворити нагороду iF Design Award.
Зараз нагорода прагне відігравати посередницьку роль між дизайном та промисловістю на міжнародному рівні, вважаючи, що цей потенціал дозволяє їм робити внесок в проектні послуги та підвищити обізнаність громадськості щодо важливості дизайну. Сьогодні конкурс залучає заявки з більш ніж 50 країн, у 6 дисциплінах, які охоплюють 70 категорій. IF International Forum Design публікує щорічники, які демонструють переможців їхніх дизайнерських нагород.

## Спільнота
Серед членів iF Industrial Forum Design дизайнери, які є членами товариства індустріальних дизайнерів Америки (IDSA), Verband Deutscher Industrie Designer E.V. (VDID) і Міжнародної ради товариств промислового дизайну (ICSID).

## Номінації
- Промисловий дизайн
- Коммунікаційний дизайн
- Дизайн упаковки
- Концептуальний дизайн.